# Eudorylas curtus
Eudorylas curtus är en tvåvingeart som först beskrevs av Hardy 1943.  Eudorylas curtus ingår i släktet Eudorylas och familjen ögonflugor.
Artens utbredningsområde är Arizona. Inga underarter finns listade i Catalogue of Life.